# Franz Ries
Ne doit pas être confondu avec Franz Anton Ries.
Franz Ries (Berlin, 7 avril 1846 – Naumbourg, 20 janvier 1932) est un violoniste et compositeur romantique allemand, fils de Hubert Ries. Il étudie au Conservatoire de Paris. Il a également travaillé dans le métier de l'édition.

## Carrière
Son talent formé sous la direction de son père et dans le Conservatoire de Paris avec le violoniste Joseph Massart, mais après une courte et brillante carrière, il abandonne en raison des souffrances d'un problème nerveux et s'installe à Dresde en tant que détaillant de musique en 1875, où, occasionnellement, il compose et joue du violon. À partir de 1884 jusqu'à sa mort, il vit en tant que copropriétaire de la société R. & Erler Berlin.

## Œuvres
- Lieder, op.1
  - 1. An eine Jungfrau
- Lieder, op.3
  - 3. Wenn die Lurk treckt
- Lieder, op.4
  - 1. Lebe wohl!
  - 4. Keen Sorg för den Weg
- Quatuor à cordes n° 1 en ré mineur, op.5 (pub. 1866)
  - I. Allegro poco agitato
  - II. Scherzo. Molto vivace
  - III. Adagio non troppo (E♭ major)
  - IV. Finale. Allegro molto appassionato
- (Quatuor à cordes n° 2)
- 6 Lieder, op.6
- 3 Characterstücke, pour violon et piano, op.7
- 6 Lieder, op.8
- Lieder, op.10
  - 1. Nachtlied
- Lieder, op.12
  - 3. Das verlassene Mägdlein
  - 4. Wandervögel
- Träumbilder (3 pièces pour piano), op.13
- 3 Zweistimmige Gesänge, op.14
- 3 Lieder, op.16 (alto/baryton)
- 3 Lieder, op.17
- 4 Romances, pour violon et piano, op.20 (pub. 1860)
  - 1. Abschied
  - 2. Erinnerung
  - 3. Wehmuth
  - 4. Schlummerlied
- 4 Lieder, op.25 (pub. 1876)
  - 1. Das alte Lied
  - 2. Bitte
  - 3. Die blauen Frühlingsaugen
  - 4. Der schwere Abend
- Kriegslied, Lied, (texte d'Emanuel Geibel)
- Suite n° I en sol mineur, pour violon et piano, op.26 (à Joseph Joachim - pub. 1877)
  - 1. Allemanda (Maestoso)
  - 2. Intermezzo (Allegretto assai vivace)
  - 3. Andante (Con moto)
  - 4. Minuetto (Moderato)
  - 5. Introduzione e Gavotta (Lento - Tempo di Gavotta)
- Suite n° II en fa majeur, pour violon et piano, op.27 (publ. 1877)
  - 1. Praeludium (Allegro risoluto, ma moderato)
  - 2. Canon (Adagio ma non troppo - Allegro con fuoco)
  - 3. Scherzo (Molto vivace)
  - 4. Romanze (Andante sostenuto)
  - 5. Burleske (Vivace - Allegretto molto moderato)
- Quintette à cordes (pour deux violons, deux altos et violoncelle) en ut mineur, op.28 (pub. 1878)
  - I. Allegro poco agitato
  - II. Intermezzo. Vivace
  - III. Andante con variazioni
  - IV. Finale. Allegro assai
- Dramatische Ouverture en mi mineur, pour orchestre, op.30 (pub. 1878)
- 6 Lieder, op.31 (pub. 1879)
  - 1. Es muss was Wunderbares sein
  - 2. Du bist die Herrlichste von Allen
  - 3. Abends auf der See
  - 4. Wenn ich auf dem Lager liege
  - 5. Veilchen freue dich mit mir
  - 6. Abschied
- Suite n° III en sol majeur, pour violon et piano, op.34 (publ. 1898)
  - 1. Moderato
  - 2. Bourrée
  - 3. Adagio
  - 4. Gondoliera
  - 5. Perpetuum mobile
- Suite n° IV en ré mineur, pour violon et piano, op.38 (publ. 1890)
  - 1. Intrada
  - 2. Aria
  - 3. Menuetto
  - 4. Capriccio
  - 5. Sarabande
  - 6. Gavotte
- Lieder, op.39
  - 1. Gestillte Sehnsucht
  - 2. Himmlische Zeit, o selige Zeit!
- Lieder, op.40
  - 1. Bleibe, Abend will es werden
  - 2. Wo du hingehst
- Lieder, op.41
  - 1. Seliger Glaube
  - 2. Vergebens!
  - 3. Das schlafende Kind
  - 6. Ihr Lied
- Tragödie, Lied op. 42
- La Capricciosa, pour violon et piano (à Ibolyka Gyarfas - publ. 1925)

## Arrangements
- Album-Blätter (Feuilles d'album), « Mélodies de maîtres anciens », 24 Pièces pour Violon/Violoncelle et Piano (arr. 1871-1884)
  - Livre I (1-5):
    - 1. Pergolesi, G. B., Siciliano (Gm.)
    - 2. Durante, F., Arie (Sm.)
    - 3. Ries, Ferdinand, Romanze (G)
    - 4. Rameau, J. P., Gavotte (D) une. Der Ruhmestempel
    - 5. Hasse, J. A. P., Arie (Cm.)

  - Livre II (6-10):
    - 6. Rameau, J. P., Menuett u. Passepieds (E) d'une. Castor u. Pollux
    - 7. Tartini, G., Larghetto (Gm.)
    - 8. Bach de l'Air et de la Gavotte
    - 9. Lully Gavotte et Rondeau
    - 10. Martini (G. B.) Gavotte

  - Livre III (11-15):
    - 11. Leclair (Jean M.) Sarabande u. Tambourin
    - 12. Gluck (Chr. W.) Ballet aus: Orphée
    - 13. Paradies, P. Dom., Canzonetta (G)
    - 14. Duport, J. P., Romanze (C)
    - 15. Tenaglia, A. F., Aria (Fm.)

  - Livre IV (16-20):
    - 16. Méhul, E. H., Menuett (A)
    - 17. Gluck, Chr. W., Largo (Gm.)
    - 18. Haydn, J., Sérénade (C)
    - 19. Hasse, J. A. P., Canzona (Gm.)
    - 20. Gluck, Chr. W., le Ballet de l'u. Gavotte (A)

  - Livre V (21-24):
    - 21. Mozart, W. A., Gavotte en F
    - 22. Lotti, G. B., Arietta en G
    - 23. Boccherini, L., Adagio dans Un
    - 24. Mozart, W. A., Folklorique en G